# KrAZ
KrAZ (ukrainska: КрА́З, Кременчуцький автомобільний завод, Krementjuks Automobilverk) är en ukrainsk lastbilstillverkare baserad i Krementjuk.

## Historia
KrAZ grundades av Sovjetunionen 1946 och tillverkade ursprungligen mekaniska delar och broelement. De tillverkade omkring 600 broar till bland annat Dnipro, Moskvafloden, Dniester, Volga och Daugava. 1956 började de tillverka skördetröskor. 17 april 1958 beslutade Sovjetunionens kommunistiska partis centralkommitté att en fabrik för tunga lastbilar skulle byggas i Krementjuk. De första lastbilarna att tillverkas var två sopbilar som sattes ihop 10 april 1959 av importerade delar och komponenter. 1961 exporterade fabriken över 500 fordon till 26 länder, bland annat Argentina, Afghanistan, Bulgarien, Kina, Indien och Vietnam.
KrAZ privatiserades 2002 och ägs idag av Konstantin Ževagos konglomerat Finances and Credit.

## Fordon

### Civila fordon

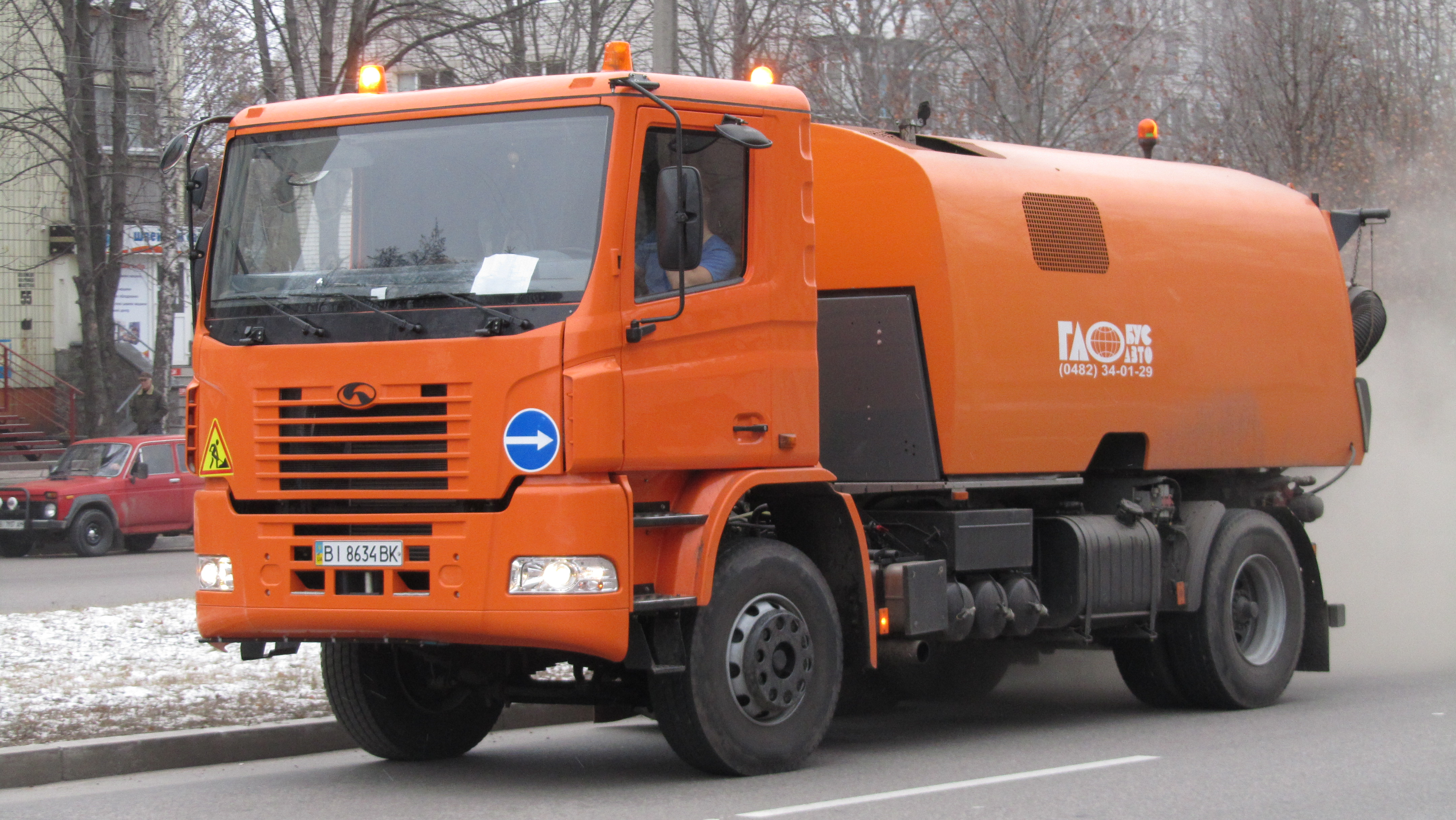
KrAZ K12.2

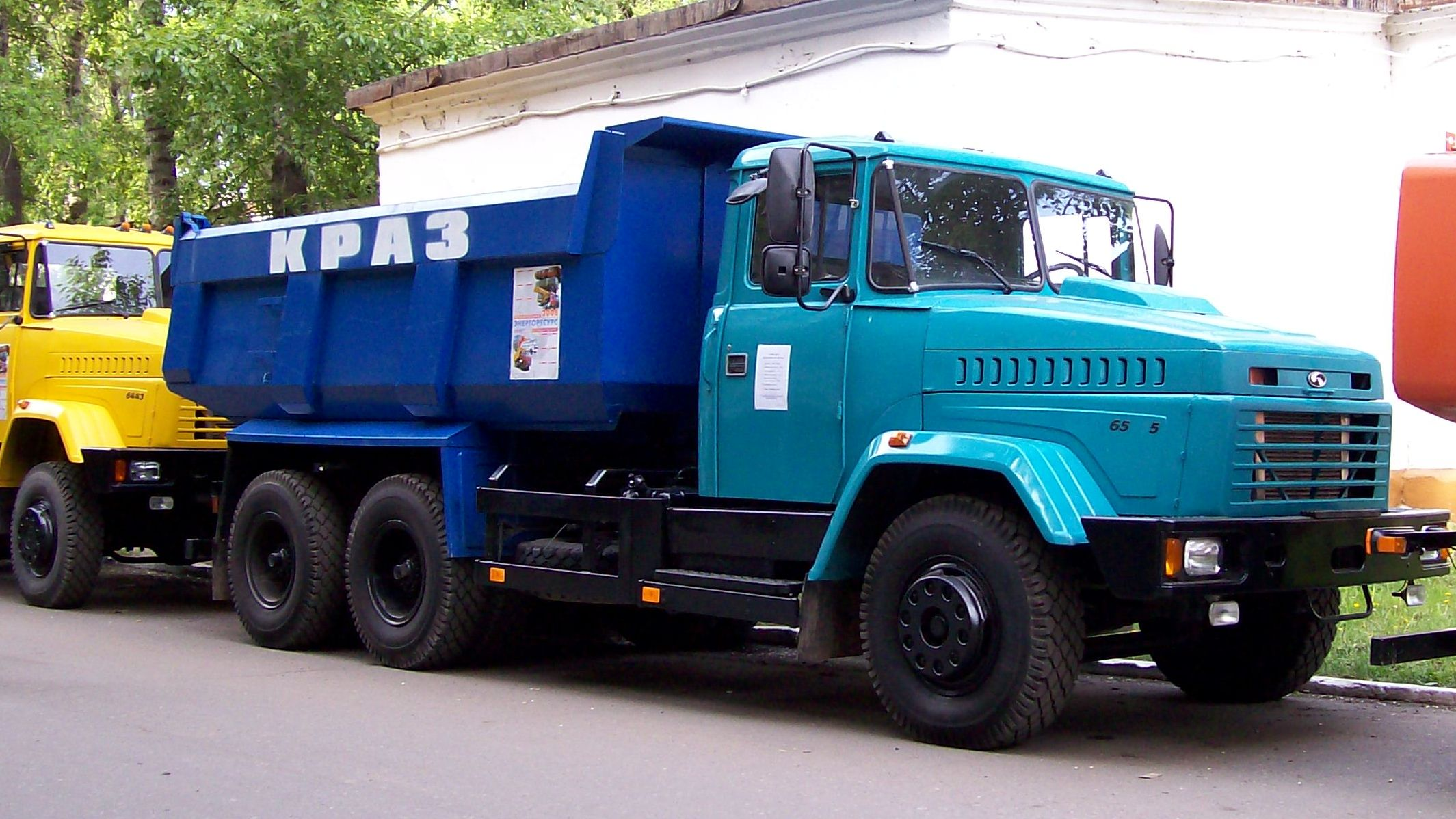
KrAZ 6505

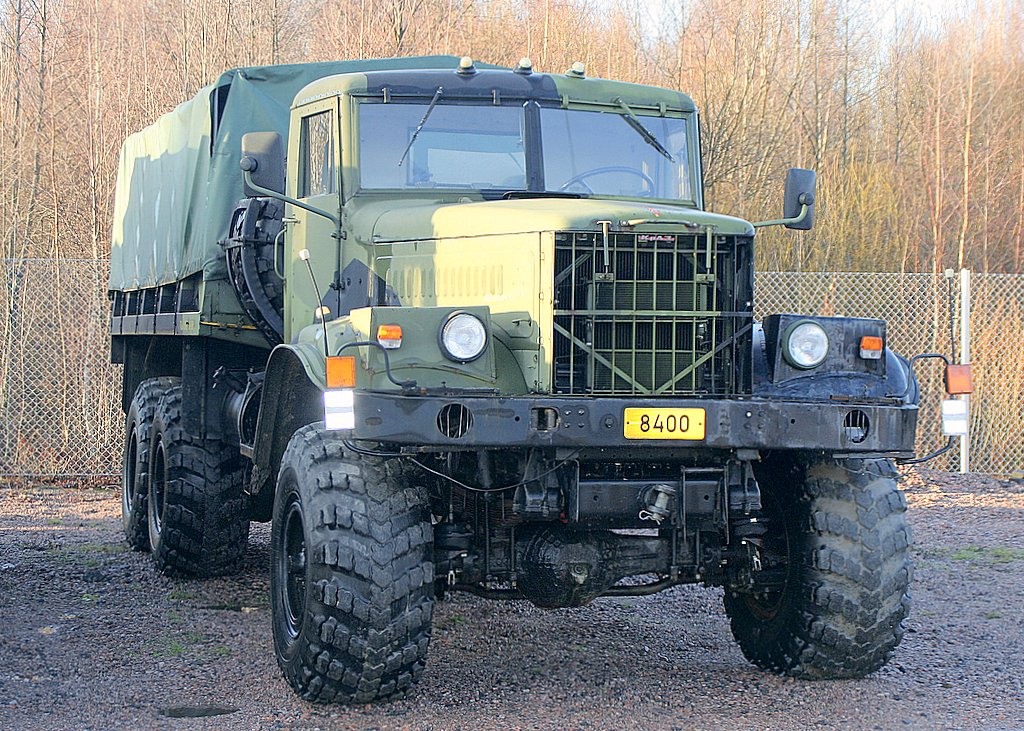
En KrAZ 255B, använd av Finska försvarsmakten.

- KrAZ 255
- KrAZ 5133B2
- KrAZ 6510
- KrAZ 65055
- KrAZ 65032
- KrAZ 6130С4
- KrAZ 7133С4
- KrAZ 7140
- KrAZ 65053
- KrAZ 65101

### Militära fordon
- KrAZ-5233
- KrAZ-6322
- KrAZ-6135B6

### Specialfordon
- KrAZ-6133M6 - timmerbil
- KrAZ-64372 - timmerbil
- KrAZ-6233R4
- KrAZ-6333R4
- KrAZ-7133R4
- KrAZ-65055DM - sopbil/snöplog

### Pansarbilar
- KrAZ Spartan
- KrAZ Cougar
- KrAZ-ASV Panther - MRAP
- KrAZ-MPV Shrek One - MRAP
- KrAZ-6322 Raptor